# Биркеланд, Турид
Турид Биркеланд (норв. Turid Birkeland; 5 ноября 1962 — 24 декабря 2015) — норвежская работница культуры, тележурналистка, ведущая, политик, член Рабочей партии Норвегии. В 1996−1997 годах была министром культуры Норвегии. Работала на телевидении, была автором нескольких телепрограмм и книг, организовывала концерты камерной музыки.

## Биография
Родилась в городе Хёугесунн. Её отец стал секретарем в норвежского Союза железа и обработчиков металла в 1970-е годы, а затем — секретарём в Объединённой федерации профсоюзов Норвегии и ректором народной школы города Сёрмарка.
Биркеланд получила среднее образование в гимназии Бьёрке в Осло. Окончив её в 1981 году, она посещала колледж в 1982−1983 годах, где сдала выпускной экзамен по философским наукам.

### Карьера
В 1985—1992 годах входила в Рабочий союза молодежи. Она была избрана заместителем представителя в парламенте Норвегии на выборах 1985 года. Т.Биркеланд была членом Постоянного комитета по образованию и делам церкви. В 1993—1994 годах  работала в благотворительной организации «Помощь норвежского народа» и в Норвежской конфедерации отраслевых профсоюзов (Брюссель). В 1994 году  была одним из руководителей кампании по присоединению Норвегии к Европейскому Союзу, однако референдум по этому вопросу закончился неудачей. В период 1995−1996 г.г. работала телевизионной и радиоведущей на каналах «ТВ+», «Reiseradioen» и «TVNorge».
С октября 1996 года по октябрь 1997 г. — министр культуры Норвегии в правительстве из Ягланда Турбьёрна.
Затем вернулась к профессии журналиста. В 1998 году Биркеланд возвращается на канал «Reiseradioen». С 1998 по 1999 год —  ведущая канала «NRK2». С 1999 по 2001 г.г. — продюсер и менеджер канала «Rubicon TV», с 2001 по 2004 — директор культурных программ в Норвежской вещательной корпорации. С 2007 по 2012 год — член совета крупнейшей в Норвегии телекоммуникационной компании Telenor, с 2009 года — Норвежской музыкальной академии.
С 1997 по 2001 входила в правление фестиваля камерной музыки в Рисёре (Risør), с 2004 по 2010 г.г. возглавляла его. 16 апреля 2012 Биркеланд стала директором Королевской концертной программы Норвегии. В том же году становится членом совета Южной и Восточной Норвегии по региональному здравоохранению. В 2011 году у Турид Биркеланд был диагностирован миелофиброз. 24 декабря 2015 года она умерла от осложнений болезни.